# Аль-Магді Алі Мухтар
Аль-Магді Алі Мухтар (араб. المهدي علي مختار, нар. 2 березня 1992) — катарський футболіст, захисник клубу «Аль-Гарафа».
Виступав, зокрема, за клуб «Аль-Садд», а також національну збірну Катару.

## Клубна кар'єра
У дорослому футболі дебютував 2011 року виступами за команду клубу «Ас-Садд», в якій провів чотири сезони, взявши участь у 47 матчах чемпіонату. 
До складу клубу «Аль-Гарафа» приєднався 2015 року. Станом на 3 червня 2019 року відіграв за катарську команду 36 матчів в національному чемпіонаті.

## Виступи за збірну
У 2012 році дебютував в офіційних матчах у складі національної збірної Катару.
У складі збірної був учасником кубка Азії з футболу 2015 року в Австралії.

## Титули і досягнення
- Чемпіон Катару (1):

«Ас-Садд»: 2012-13
- Володар Кубка Еміра Катару (2):

«Ас-Садд»: 2014, 2015
- Володар Кубка шейха Яссіма (3):

«Ас-Садд»: 2014
- Володар Кубка зірок Катару (2):

«Аль-Гарафа»: 2017–18, 2018–19
- Володар Кубка наслідного принца Катару (1):

«Аль-Вакра»: 2024
Збірні
- Переможець Чемпіонату Західної Азії: 2013
- Переможець Кубка націй Перської затоки: 2014
- Володар Кубка Азії: 2024